# Termini (Astrologie)
Die Termini (von lateinisch terminus, „Grenzstein“, oder auch Grenzen, früher auch Horien, von altgriechisch ὅριον ‚Grenze‘) sind in der Astrologie bestimmte Gradbereiche innerhalb eines Tierkreiszeichens, die jeweils einem von fünf klassischen Planeten zugeordnet sind, nämlich:
- ♄ Saturn
- ♃ Jupiter
- ♂ Mars
- ♀ Venus
- ☿ Merkur

Innerhalb dieser Gradbereiche wirkt ein Planet besonders günstig, ähnlich wie in seinem Domizil, jedoch weniger ausgeprägt. Die Termini gehören zu den essentiellen Würden eines Planeten.
Die Zuordnung der Gradbereiche der einzelnen Tierkreiszeichen ist im Tetrabiblos des Ptolemäus überliefert, und zwar in zwei Fassungen, einer „ägyptischen“ und einer „chaldäischen“. Die Grenzen in der ägyptischen Tabelle unterscheiden sich bei den einzelnen Tierkreiszeichen, die bei der chaldäischen Tabelle sind dagegen einheitlich, wobei die Größe der Gradbereiche regelmäßig abnimmt (nämlich 8°, 7°, 6°, 5° und 4°, was zusammen 30° ergibt).
| Zeichen | Ägyptische Termini (nach Ptolemäus) | Ägyptische Termini (nach Ptolemäus) | Ägyptische Termini (nach Ptolemäus) | Ägyptische Termini (nach Ptolemäus) | Ägyptische Termini (nach Ptolemäus) | Ägyptische Termini (nach Ptolemäus) | Ägyptische Termini (nach Ptolemäus) | Ägyptische Termini (nach Ptolemäus) | Ägyptische Termini (nach Ptolemäus) | Ägyptische Termini (nach Ptolemäus) | Ägyptische Termini (nach Ptolemäus) |
| ------- | ----------------------------------- | ----------------------------------- | ----------------------------------- | ----------------------------------- | ----------------------------------- | ----------------------------------- | ----------------------------------- | ----------------------------------- | ----------------------------------- | ----------------------------------- | ----------------------------------- |
| ♈︎      | 0°                                  | ♃                                   | 6°                                  | ♀                                   | 12°                                 | ☿                                   | 20°                                 | ♂                                   | 25°                                 | ♄                                   | 30°                                 |
| ♉︎      | 0°                                  | ♀                                   | 8°                                  | ☿                                   | 14°                                 | ♃                                   | 22°                                 | ♄                                   | 27°                                 | ♂                                   | 30°                                 |
| ♊︎      | 0°                                  | ☿                                   | 6°                                  | ♃                                   | 12°                                 | ♀                                   | 17°                                 | ♂                                   | 24°                                 | ♄                                   | 30°                                 |
| ♋︎      | 0°                                  | ♂                                   | 7°                                  | ♀                                   | 13°                                 | ☿                                   | 19°                                 | ♃                                   | 26°                                 | ♄                                   | 30°                                 |
| ♌︎      | 0°                                  | ♃                                   | 6°                                  | ♀                                   | 11°                                 | ♄                                   | 18°                                 | ☿                                   | 24°                                 | ♂                                   | 30°                                 |
| ♍︎      | 0°                                  | ☿                                   | 7°                                  | ♀                                   | 17°                                 | ♃                                   | 21°                                 | ♂                                   | 28°                                 | ♄                                   | 30°                                 |
| ♎︎      | 0°                                  | ♄                                   | 6°                                  | ☿                                   | 14°                                 | ♃                                   | 21°                                 | ♀                                   | 28°                                 | ♂                                   | 30°                                 |
| ♏︎      | 0°                                  | ♂                                   | 7°                                  | ♀                                   | 11°                                 | ☿                                   | 19°                                 | ♃                                   | 24°                                 | ♄                                   | 30°                                 |
| ♐︎      | 0°                                  | ♃                                   | 12°                                 | ♀                                   | 17°                                 | ☿                                   | 21°                                 | ♄                                   | 26°                                 | ♂                                   | 30°                                 |
| ♑︎      | 0°                                  | ☿                                   | 7°                                  | ♃                                   | 14°                                 | ♀                                   | 22°                                 | ♄                                   | 26°                                 | ♂                                   | 30°                                 |
| ♒︎      | 0°                                  | ☿                                   | 7°                                  | ♀                                   | 13°                                 | ♃                                   | 20°                                 | ♂                                   | 25°                                 | ♄                                   | 30°                                 |
| ♓︎      | 0°                                  | ♀                                   | 12°                                 | ♃                                   | 16°                                 | ☿                                   | 19°                                 | ♂                                   | 28°                                 | ♄                                   | 30°                                 |

Ptolemäus merkt dabei an, dass er die ägyptische Aufteilung unlogisch und teilweise geradezu unsinnig findet.
Die chaldäische Zuordnung hält er zwar für logischer, aber auch nicht in jedem Detail für nachvollziehbar.
| Zeichen | Chaldäische Termini (nach Ptolemäus) | Chaldäische Termini (nach Ptolemäus) | Chaldäische Termini (nach Ptolemäus) | Chaldäische Termini (nach Ptolemäus) | Chaldäische Termini (nach Ptolemäus) | Chaldäische Termini (nach Ptolemäus) | Chaldäische Termini (nach Ptolemäus) | Chaldäische Termini (nach Ptolemäus) | Chaldäische Termini (nach Ptolemäus) | Chaldäische Termini (nach Ptolemäus) | Chaldäische Termini (nach Ptolemäus) |
| ------- | ------------------------------------ | ------------------------------------ | ------------------------------------ | ------------------------------------ | ------------------------------------ | ------------------------------------ | ------------------------------------ | ------------------------------------ | ------------------------------------ | ------------------------------------ | ------------------------------------ |
| ♈︎      | 0°                                   | ♃                                    | 8°                                   | ♀                                    | 15°                                  | ♄                                    | 21°                                  | ☿                                    | 26°                                  | ♂                                    | 30°                                  |
| ♉︎      | 0°                                   | ♀                                    | 8°                                   | ♄                                    | 15°                                  | ☿                                    | 21°                                  | ♂                                    | 26°                                  | ♃                                    | 30°                                  |
| ♊︎      | 0°                                   | ♄                                    | 8°                                   | ☿                                    | 15°                                  | ♂                                    | 21°                                  | ♃                                    | 26°                                  | ♀                                    | 30°                                  |
| ♋︎      | 0°                                   | ♂                                    | 8°                                   | ♃                                    | 15°                                  | ♀                                    | 21°                                  | ♄                                    | 26°                                  | ☿                                    | 30°                                  |
| ♌︎      | 0°                                   | ♃                                    | 8°                                   | ♀                                    | 15°                                  | ♄                                    | 21°                                  | ☿                                    | 26°                                  | ♂                                    | 30°                                  |
| ♍︎      | 0°                                   | ♀                                    | 8°                                   | ♄                                    | 15°                                  | ☿                                    | 21°                                  | ♂                                    | 26°                                  | ♃                                    | 30°                                  |
| ♎︎      | 0°                                   | ♄                                    | 8°                                   | ☿                                    | 15°                                  | ♂                                    | 21°                                  | ♃                                    | 26°                                  | ♀                                    | 30°                                  |
| ♏︎      | 0°                                   | ♂                                    | 8°                                   | ♃                                    | 15°                                  | ♀                                    | 21°                                  | ♄                                    | 26°                                  | ☿                                    | 30°                                  |
| ♐︎      | 0°                                   | ♃                                    | 8°                                   | ♀                                    | 15°                                  | ♄                                    | 21°                                  | ☿                                    | 26°                                  | ♂                                    | 30°                                  |
| ♑︎      | 0°                                   | ♀                                    | 8°                                   | ♄                                    | 15°                                  | ☿                                    | 21°                                  | ♂                                    | 26°                                  | ♃                                    | 30°                                  |
| ♒︎      | 0°                                   | ♄                                    | 8°                                   | ☿                                    | 15°                                  | ♂                                    | 21°                                  | ♃                                    | 26°                                  | ♀                                    | 30°                                  |
| ♓︎      | 0°                                   | ♂                                    | 8°                                   | ♃                                    | 15°                                  | ♀                                    | 21°                                  | ♄                                    | 26°                                  | ☿                                    | 30°                                  |

Ptolemäus selbst will nun in einem alten Manuskript eine Aufstellung der Termini gefunden haben, die ihm zufolge vernünftig und schlüssig sei, wobei in diesem System zwischen Tag- und Nachthoroskop unterschieden wird:
| Zeichen | Termini nach Ptolemäus (Tag/Nacht) | Termini nach Ptolemäus (Tag/Nacht) | Termini nach Ptolemäus (Tag/Nacht) | Termini nach Ptolemäus (Tag/Nacht) | Termini nach Ptolemäus (Tag/Nacht) | Termini nach Ptolemäus (Tag/Nacht) | Termini nach Ptolemäus (Tag/Nacht) | Termini nach Ptolemäus (Tag/Nacht) | Termini nach Ptolemäus (Tag/Nacht) | Termini nach Ptolemäus (Tag/Nacht) | Termini nach Ptolemäus (Tag/Nacht) |
| ------- | ---------------------------------- | ---------------------------------- | ---------------------------------- | ---------------------------------- | ---------------------------------- | ---------------------------------- | ---------------------------------- | ---------------------------------- | ---------------------------------- | ---------------------------------- | ---------------------------------- |
| ♈︎      | 0°                                 | ♃                                  | 6°                                 | ♀                                  | 14°                                | ☿                                  | 21°                                | ♂                                  | 26°                                | ♄                                  | 30°                                |
| ♉︎      | 0°                                 | ♀                                  | 8°                                 | ☿                                  | 15°                                | ♃                                  | 22°                                | ♄                                  | 24/26°                             | ♂                                  | 30°                                |
| ♊︎      | 0°                                 | ☿                                  | 7°                                 | ♃                                  | 14°                                | ♀                                  | 20°                                | ♂                                  | 26°                                | ♄                                  | 30°                                |
| ♋︎      | 0°                                 | ♂                                  | 6°                                 | ☿/♃                                | 13°                                | ♃/☿                                | 20°                                | ♀                                  | 27°                                | ♄                                  | 30°                                |
| ♌︎      | 0°                                 | ♃/♄                                | 6°                                 | ☿                                  | 13°                                | ♄/♀                                | 19°                                | ♃                                  | 25°                                | ♂                                  | 30°                                |
| ♍︎      | 0°                                 | ☿                                  | 7°                                 | ♀                                  | 13°                                | ♃                                  | 18°                                | ♄                                  | 24°                                | ♂                                  | 30°                                |
| ♎︎      | 0°                                 | ♄                                  | 6°                                 | ♀                                  | 11°                                | ☿/♃                                | 19/16°                             | ♃/☿                                | 24°                                | ♂                                  | 30°                                |
| ♏︎      | 0°                                 | ♂                                  | 6°                                 | ♀/♃                                | 14/13°                             | ♃/♀                                | 21°                                | ☿                                  | 27°                                | ♄                                  | 30°                                |
| ♐︎      | 0°                                 | ♃                                  | 8°                                 | ♀                                  | 14°                                | ☿                                  | 19°                                | ♄                                  | 25°                                | ♂                                  | 30°                                |
| ♑︎      | 0°                                 | ♀                                  | 6°                                 | ☿                                  | 12°                                | ♃                                  | 19°                                | ♄/♂                                | 25°                                | ♂/♄                                | 30°                                |
| ♒︎      | 0°                                 | ♄                                  | 6°                                 | ☿                                  | 12°                                | ♀                                  | 20°                                | ♃                                  | 25°                                | ♂                                  | 30°                                |
| ♓︎      | 0°                                 | ♀                                  | 8°                                 | ♃                                  | 14°                                | ☿                                  | 20°                                | ♂                                  | 26/25°                             | ♄                                  | 30°                                |

Schließlich hat William Lilly, ein britischer Astrologe des 17. Jahrhunderts, in seiner Christlichen Astrologie, einem auch heute noch unter Astrologen geschätzten Werk, eine Tabelle der Termini veröffentlicht, die nach Lilly auf Ptolemäus zurückgehen soll, dessen Zuordnungen gegenüber es jedoch Abweichungen gibt:
| Zeichen | Termini nach Lilly | Termini nach Lilly | Termini nach Lilly | Termini nach Lilly | Termini nach Lilly | Termini nach Lilly | Termini nach Lilly | Termini nach Lilly | Termini nach Lilly | Termini nach Lilly | Termini nach Lilly |
| ------- | ------------------ | ------------------ | ------------------ | ------------------ | ------------------ | ------------------ | ------------------ | ------------------ | ------------------ | ------------------ | ------------------ |
| ♈︎      | 0°                 | ♃                  | 6°                 | ♀                  | 14°                | ☿                  | 21°                | ♂                  | 26°                | ♄                  | 30°                |
| ♉︎      | 0°                 | ♀                  | 8°                 | ☿                  | 15°                | ♃                  | 22°                | ♄                  | 26°                | ♂                  | 30°                |
| ♊︎      | 0°                 | ☿                  | 7°                 | ♃                  | 14°                | ♀                  | 21°                | ♄                  | 25°                | ♂                  | 30°                |
| ♋︎      | 0°                 | ♂                  | 6°                 | ♃                  | 13°                | ☿                  | 20°                | ♀                  | 27°                | ♄                  | 30°                |
| ♌︎      | 0°                 | ♄                  | 6°                 | ☿                  | 13°                | ♀                  | 19°                | ♃                  | 25°                | ♂                  | 30°                |
| ♍︎      | 0°                 | ☿                  | 7°                 | ♀                  | 13°                | ♃                  | 18°                | ♄                  | 24°                | ♂                  | 30°                |
| ♎︎      | 0°                 | ♄                  | 6°                 | ♀                  | 11°                | ♃                  | 19°                | ☿                  | 24°                | ♂                  | 30°                |
| ♏︎      | 0°                 | ♂                  | 6°                 | ♃                  | 14°                | ♀                  | 21°                | ☿                  | 27°                | ♄                  | 30°                |
| ♐︎      | 0°                 | ♃                  | 8°                 | ♀                  | 14°                | ☿                  | 19°                | ♄                  | 25°                | ♂                  | 30°                |
| ♑︎      | 0°                 | ♀                  | 6°                 | ☿                  | 12°                | ♃                  | 19°                | ♂                  | 25°                | ♄                  | 30°                |
| ♒︎      | 0°                 | ♄                  | 6°                 | ☿                  | 12°                | ♀                  | 20°                | ♃                  | 25°                | ♂                  | 30°                |
| ♓︎      | 0°                 | ♀                  | 8°                 | ♃                  | 14°                | ☿                  | 20°                | ♂                  | 26°                | ♄                  | 30°                |

Das den verschiedenen Festsetzungen der Termini jeweils zugrunde liegende System bleibt in Einzelheiten unklar, auch wenn es mehrere Versuche gegeben hat, eine zugrunde liegende Systematik zu finden bzw. einen ursprünglichen Zustand zu rekonstruieren.
Die Termini werden (außer in der Stundenastrologie) heute kaum mehr berücksichtigt.